# 甘迪 (內布拉斯加州)
甘迪（英語：Gandy）是位於美國內布拉斯加州洛根縣的村。

## 人口
根據2020年美國人口普查的數據，甘迪的面積為0.64平方千米，皆為陸地。當地共有人口0.00人，而人口密度為每平方千米0人。